# イーサン・マオ
『 イーサン・マオ 』 （ 英： Ethan Mao ）は、2004年に製作されたカナダ・アメリカの映画。クエンティン・リー監督。
日本では、2007年AQFF FUKUOKAにて上映された。（福岡：8月25日/日本プレミア、9月2日、9月8日）

## キャスト
- イーサン・マオ：リー・ジュンヒ
- エイブラハム・マオ：レイモンド・マー
- サラ・マオ：ジュリア・ニクソン
- ジョシュ：ケヴィン・クラインバーグ
- レミジオ：ジェリー・ヘルナンデス